# Kōtarō Matsushima
Kōtarō Matsushima (jap. 松島 孝太郎 Matsushima Kōtarō; ur. 26 lutego 1993 w Pretorii) – japoński rugbysta zimbabwejskiego pochodzenia, wszechstronny zawodnik formacji ataku, reprezentant kraju i dwukrotny uczestnik pucharu świata.

## Młodość
Matsushima urodził się w południowoafrykańskiej Pretorii jako dziecko Japonki i Zimbabwejczyka. Zaczął trenować rugby w wieku 13 lat, na krótko przed tym, jak przeniósł się do Japonii. W 2006 roku dołączył do klubu uniwersytetu Waseda, skąd trafił do słynącej m.in. z drużyny rugby szkoły średniej Tōingakuen w Jokohamie. Uczestniczył z nią w międzyszkolnych mistrzostwach kraju, w 2011 roku sięgając po tytuł mistrzowski.
W styczniu 2011 roku dołączył do szkółki południowoafrykańskiego zespołu Sharks, gdzie spędził pół roku. Został wówczas pierwszym Japończykiem, który dostał się do akademii tego zespołu. W tym czasie reprezentował barwy amatorskiego klubu Durban Harlequins. W listopadzie tego samego roku Matsushima trafił do francuskiego klubu Stade Toulousain, gdzie do lipca kolejnego sezonu występował w drużynie młodzieżowej. Po zakończeniu pobytu we Francji młody zawodnik wrócił do Durbanu, gdzie występował w młodzieżowych odpowiednikach Currie Cup – U-19 w 2012 i U-21 w 2013 roku.

## Kariera klubowa
Wiosną 2013 roku Matsushima został powołany do seniorskiej drużyny Sharks. W rozgrywkach Vodacom Cup wystąpił dwukrotnie, zdobywając jedno przyłożenie. Debiutował w spotkaniu z Pampas XV. W 2014 roku wrócił do Japonii, wiążąc się z klubem miejscowej Top League, Suntory Sungoliath. Zadebiutował w sierpniowym meczu z Coca-Cola Red Sparks. Dobre występy spowodowały, że został wybrany do najlepszej drużyny sezonu 2014/2015.
W marcu 2015 roku Matsushima – na mocy specjalnego porozumienia między federacjami australijską i japońską – podpisał obowiązujący do końca sezonu kontrakt z drużyną Waratahs. Ówczesny trener „Tahs” Michael Cheika zapowiadał, że Japończyk nie będzie traktowany jak „uczeń z wymiany”, a na równi z innymi członkami składu. Niemniej urodzony w Pretorii zawodnik nie zdołał przebić się do pierwszej drużyny i ani razu nie zagrał w Super Rugby. W czasie pobytu w Sydney występował w klubie Eastern Suburbs w rozgrywkach Shute Shield. Drugą część sezonu ponownie spędził w zespole Sungoliath.
Po zakończeniu rozgrywek japońskiej Top League w marcu 2016 roku Matsushima wrócił do Australii, podpisując kontrakt z kolejną drużyną Super Rugby, Rebels. Zadebiutował w marcu w spotkaniu z południowoafrykańskim zespołem Bulls. W całym sezonie rozegrał pięć spotkań, za każdym razem pojawiając się na placu gry z ławki rezerwowych. Wróciwszy do macierzystej drużyny, Suntory Sungoliath, w sezonie 2016/2017 był jej podstawowym zawodnikiem.

## Kariera reprezentacyjna
Mając zaledwie doświadczenie gry na poziomie szkoły średniej, w 2010 roku Matsushima trafił do reprezentacji Japonii U-18 (wystąpił m.in. w meczu z Francją. Dwa lata później trenujący wówczas w Durbanie zawodnik otrzymał powołanie do szerokiego składu „Baby Boks”, reprezentacji Południowej Afryki do lat 20 przygotowującego się do Mistrzostw Świata Juniorów.
W listopadzie 2013 roku znalazł się w składzie dorosłej reprezentacji reprezentacji Japonii na jesienne mecze międzynarodowe, jednak wystąpił jedynie w nieoficjalnym sparingu z angielskim klubem Gloucester Rugby. Do drużyny narodowej został też powołany na serię wiosennych spotkań. Wystąpił w meczu treningowym z kombinowanym zespołem Asia Pacific Dragons, a na początku maja zadebiutował w oficjalnym spotkaniu z Filipinami. Mecz ten rozgrywany był w ramach turnieju Asian Five Nations 2014, zaś Matsushima zdobył dwa spośród 15 przyłożeń dla swojej drużyny. Cztery zwycięstwa w czterech turniejowych meczach oznaczały dla Japonii awans do Pucharu Świata 2015.
Latem 2015 roku Matsushima wziął udział w Pucharze Narodów Pacyfiku, gdzie Japonia zajęła czwarte miejsce. Niedługo po zakończeniu turnieju został powołany przez selekcjonera Eddiego Jonesa do składu reprezentacji Japonii na jesienny Puchar Świata. Na angielskich boiskach wystąpił we wszystkich czterech meczach swojego zespołu, zdobywając jedno przyłożenie w meczu ze Stanami Zjednoczonymi. Choć Japończycy wygrali trzy spotkania (w tym sensacyjnie z Południową Afryka) zajęli ostatecznie trzecie miejsce w grupie i jako pierwsza drużyna w historii odpadła w takiej sytuacji z dalszych rozgrywek.
Wobec kontuzji, jakiej w maju 2016 roku doznał Ayumu Gorōmaru, Matsushima z powodzeniem zajął jego miejsce w reprezentacji na pozycji numer 15 – w całym 2016 roku rozegrał sześć spotkań, w których zdobył cztery przyłożenia.

## Nagrody i wyróżnienia
- Najlepszy zawodnik drużyny Sharks do lat 19 w 2012 roku[26]
- Miejsce w drużynie sezonu 2014/2015 Top League[10]